# Müpa Budapest

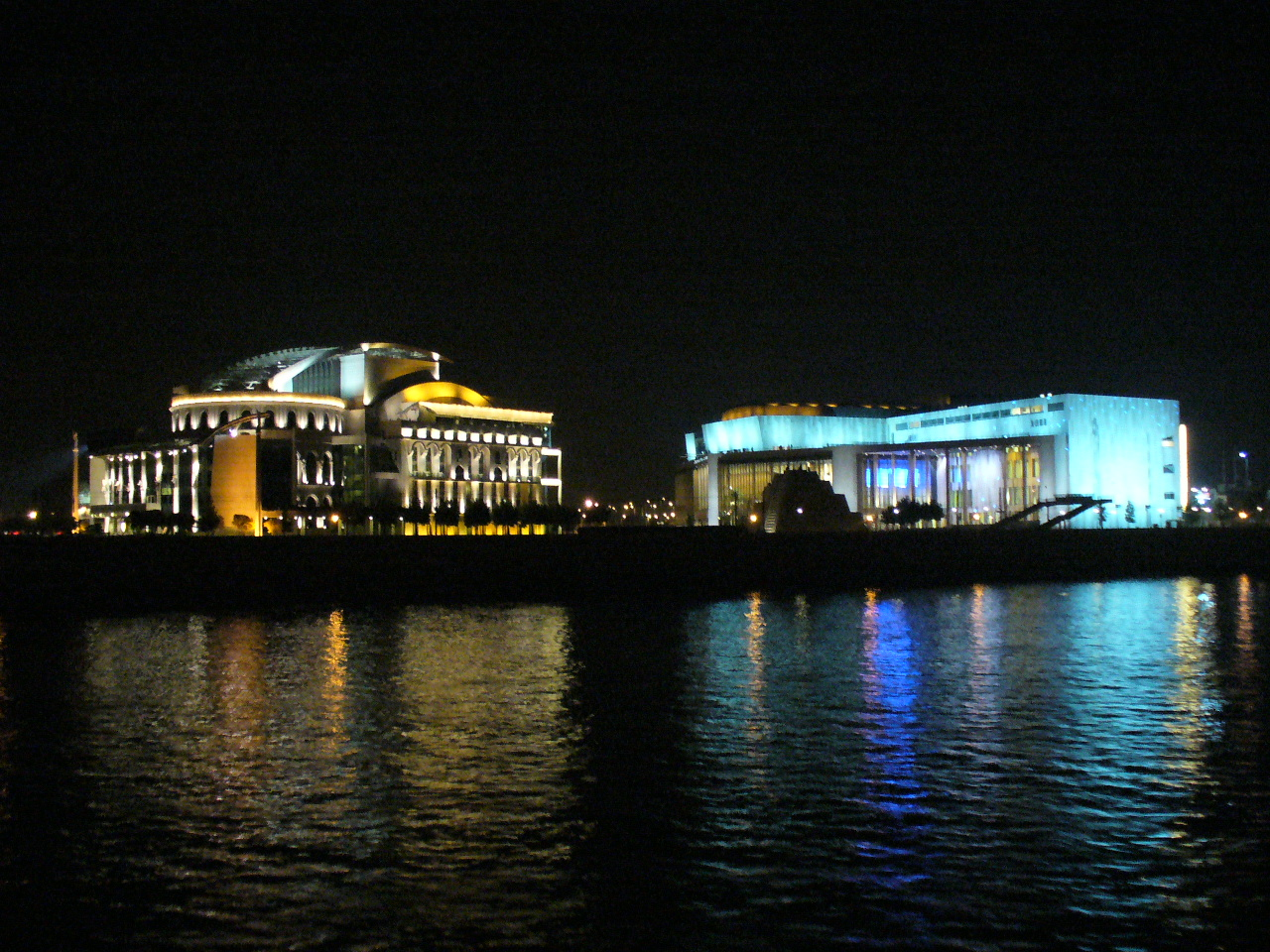
Nationaal theater en Müpa in Boepapest.

Het Müpa (afgeleid van Müvészetek Palotája) in Boedapest is een cultureel gebouwencomplex dat tussen 2002 en 2005 gebouwd en op 14 maart 2005 geopend werd. Het omvat de Béla Bartók Nationale Concertzaal, de Glazen Hal, de Blauwe Hal, het Festival Theater, het Auditorium en het Ludwig Museum. Tot 2015 heette het Müvészetek Palotája (Paleis der Kunsten).

## Het gebouwencomplex Müpa
Het gebouwencomplex is ontworpen door Zoboki-Demeter Design Studio, Boedapest.
In totaal beslaat het een oppervlakte in van 10.000 m².
Het complex ligt in het district IX (Ferencváros) van Boedapest in het nieuwe stadsdeel Millennium City en aan het door de Unesco op de werelderfgoedlijst voorkomende Donauoever van Boedapest. Vlak bij het Paleis van de Kunsten staat het Nationaal Theater en ernaast ligt de Rákóczibrug (tot 2011: Lágymányosibrug) over de Donau.
In 2006 won het de FIABCI Prix d’Excellence Award en in hetzelfde jaar werd het ISO 9001:2000-certificaat uitgereikt.
Alleen al door de architectuur en het interieur trekt het veel bezoekers.

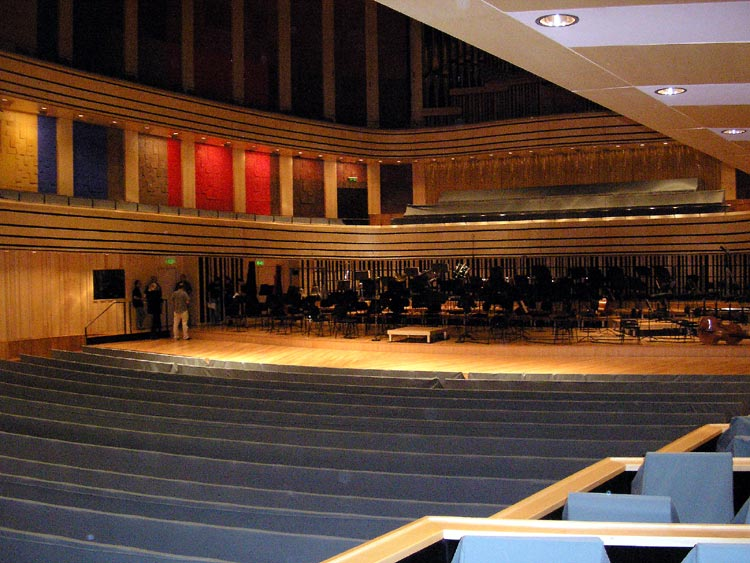
Bela Bartók Concertzaal.

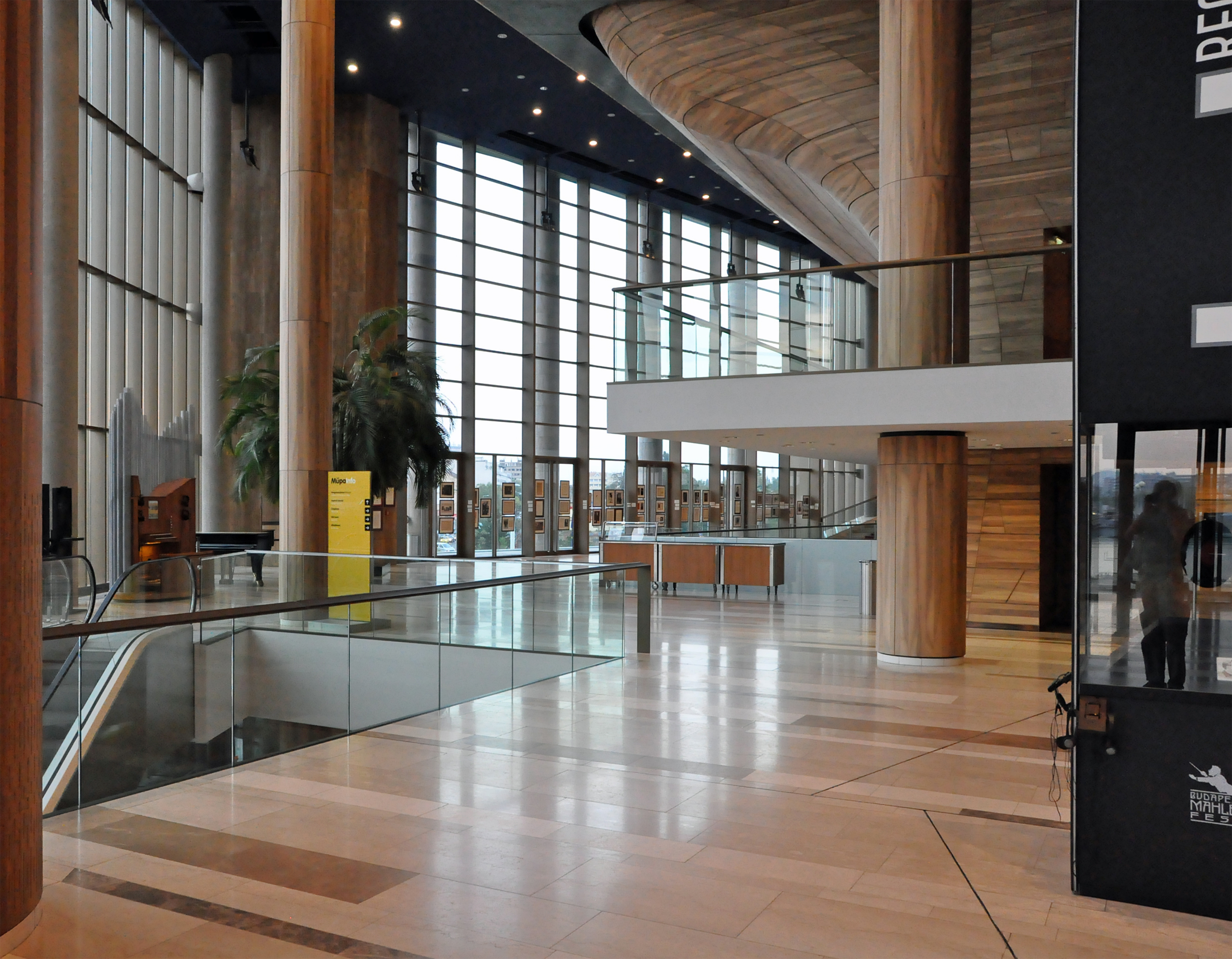
Boedapest (Hongarije): interieur van Paleis der Kunsten.

### De Bela Bartók Concertzaal
Deze Nationale Concertzaal is een zaal die de concurrentie wil aangaan met de beste zalen ter wereld en biedt een uitstekende akoestiek. De hal is 25 meter hoog, 25 meter breed en 52 meter lang. In totaal biedt zij plaats aan 1700 toeschouwers. Er hebben al wereldberoemde orkesten en gezelschappen zoals het Chicago symfonieorkest, het St. Martin-in-the-Fields en het Nederlands Danstheater opgetreden.
De inspelingsconcert van het orgel in deze zaal vond plaats op 22 mei 2006. Het is een van de grootste concertorgels ter wereld en bevat 470 houten, 5028 tinnen en 1214 tongwerkpijpen en heeft een speeltafel met 5 manualen en 92 registers. De intonatie ervan nam 10 maanden in beslag.

### Festivaltheater
Aan de oostzijde van het gebouw bevindt zich het Festivaltheater. Dit biedt plaats aan 452 bezoekers en is uitgerust met modernste technologie. Hier vinden veelal dezelfde zangvoorstellingen plaats als in het Auditorium. Muziekvoorstellingen voor kleine bezettingen vinden veelal plaats in het Festivaltheater.

### Het Auditorium
In het Auditorium vinden zangvoorstellingen, lezingen, boekpresentaties plaats.

### Glazen Hal en Blauwe Hal
In de Glazen Hal vinden voorstellingen voor de wat oudere kinderen plaats terwijl in de Blauwe Hal de allerkleinsten van een voorstelling kunnen genieten.

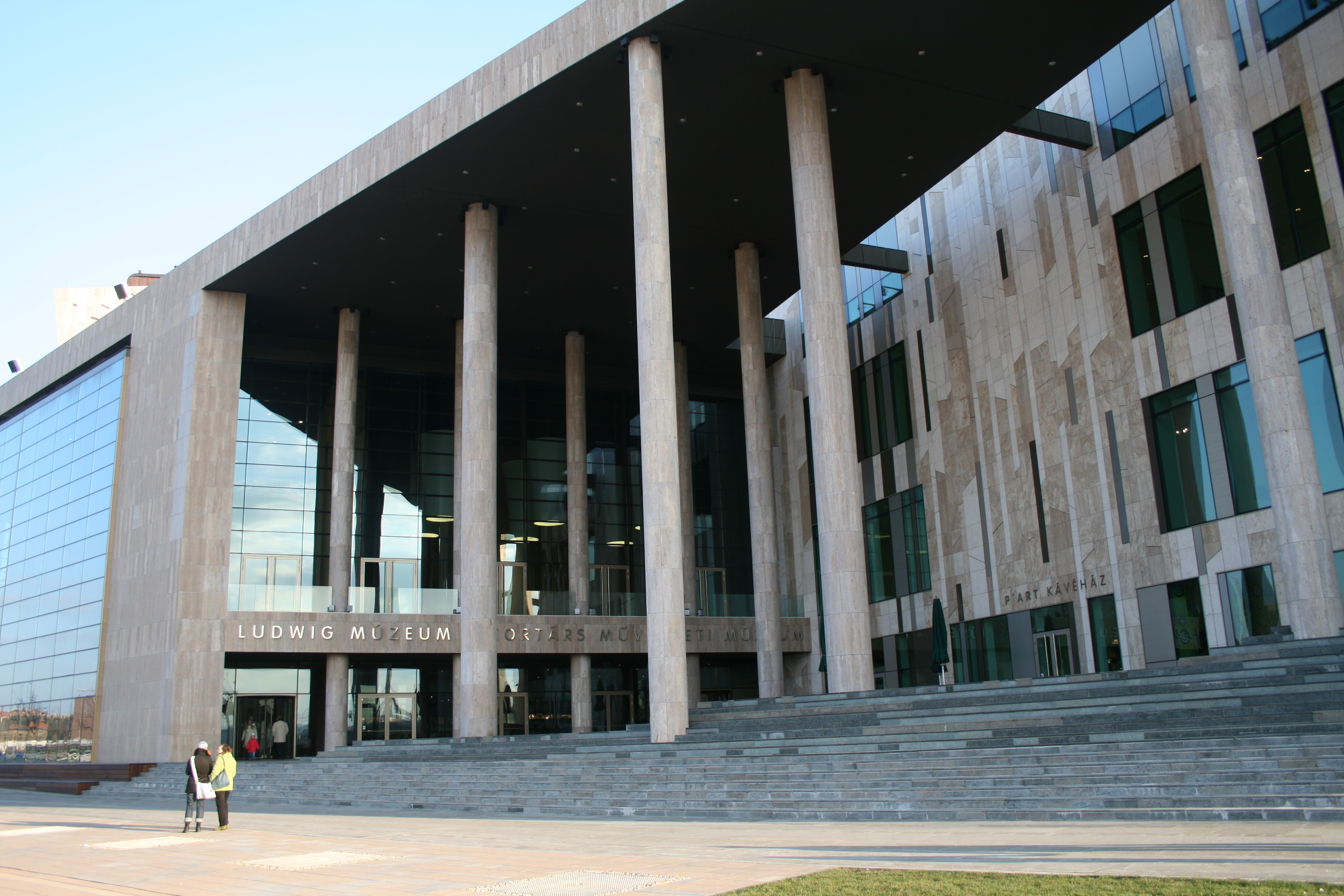
Het Ludwig Museum in Boedapest

### Het Ludwig Museum
Het Ludwig Museum biedt tijdelijke en vaste exposities met hedendaagse kunst. Op de vaste expositie in het Ludwig-museum zijn werken van Picasso, Warhol en de meest prominente moderne kunstenaars uit Hongarije tentoongesteld.

## Het instituut Müpa
Het culturele instituut Müpa brengt de vele en verschillende disciplines van de kunst in een uniek concept bijeen door onderdak te bieden aan klassieke, eigentijdse, populaire en wereldomvattende muziek, jazz, opera, een tijdelijk circus, dansuitvoeringen, literaire lezingen en filmvoorstellingen.
De fundamentele taak van het instituut is het introduceren van nieuwe artistieke trends – met respect voor de Hongaarse en Europese artistieke tradities – en nieuwe vormen te creëren die ook nieuwe ervaringen opleveren, die zowel bij de kenner als de leek gewaardeerd worden.